# Spanischer Palstek
Der spanische Palstek ist ein Knoten, bei dem in der Mitte des Seils zwei Augen geschlagen werden.

## Namen und Geschichte
Es gibt einen einfachen und einen doppelten spanischen Palstek. Weil man die Beine in die Augen stecken kann, wird er auch Stuhlknoten genannt.

## Anwendung
- Der Spanische Palstek wird meist nur als Zierknoten verwendet.
- Der einfache spanische Palstek wurde früher in der Schifffahrt als zweifacher Hahnepot zum Verteilen der Last auf zwei Augen, bzw. das Zusammenführen von zwei Lasten auf ein Tau verwendet.
- Er kommt auch als behelfsmäßiger Bootsmannstuhl zum Einsatz. Der Hochzuziehende steckt dazu mit den Beinen in den Schlaufen. Oberkörper gegen rückwärtiges Herausfallen sichern!
- Er kann als Rettungsschlinge verwendet werden, wobei eine Schlaufe unter den Armen den Oberkörper hält, und die andere Schlaufe in den Kniekehlen die Beine trägt.

## Knüpfen

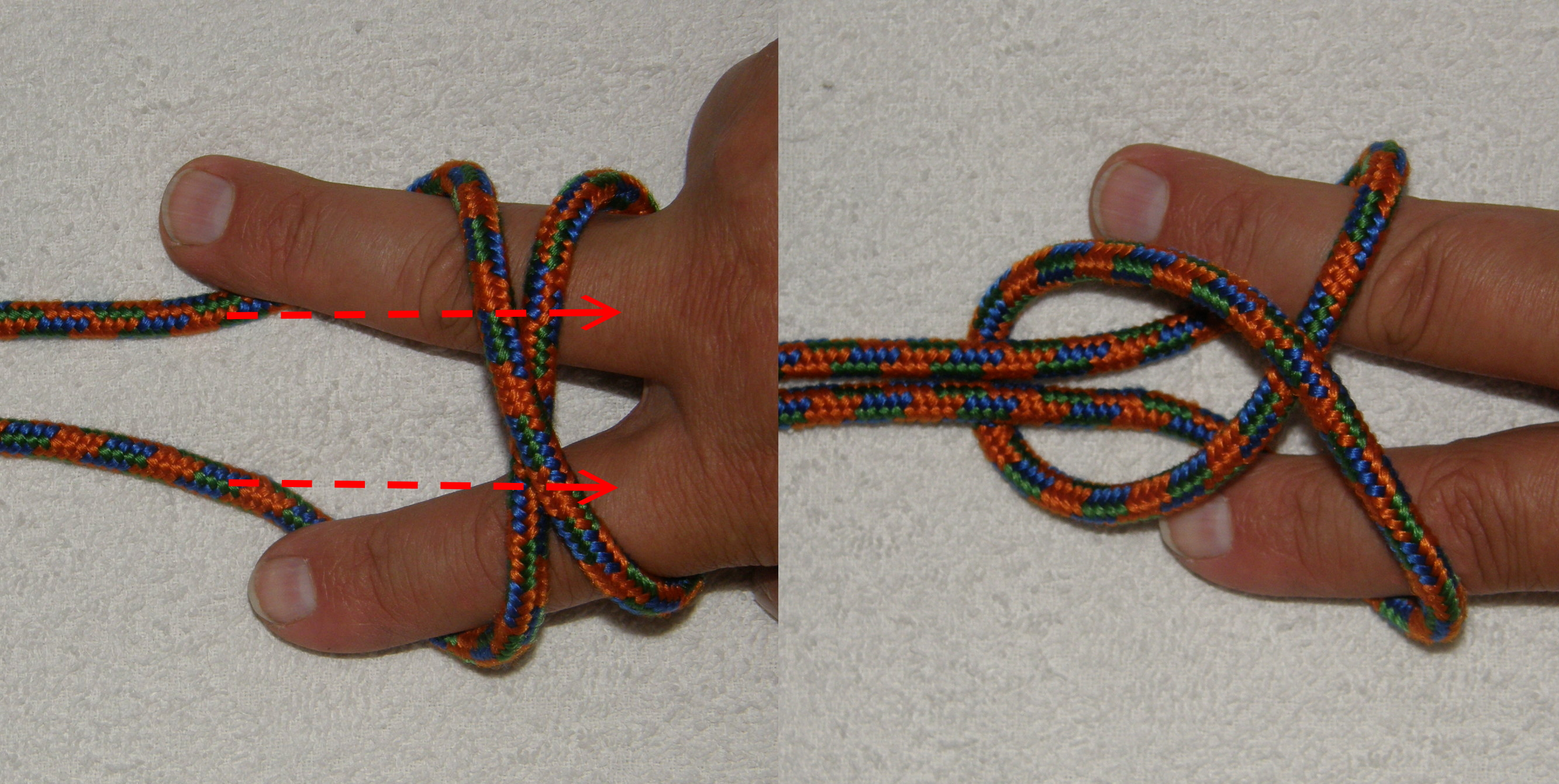
(Beispiel: Für einen kleinen Spanischen Palstek) Die überkreuzten Enden werden mit den Fingern, wie im Bild zu sehen, durch das Auge gezogen; (bzw. das Auge nach links verschieben).
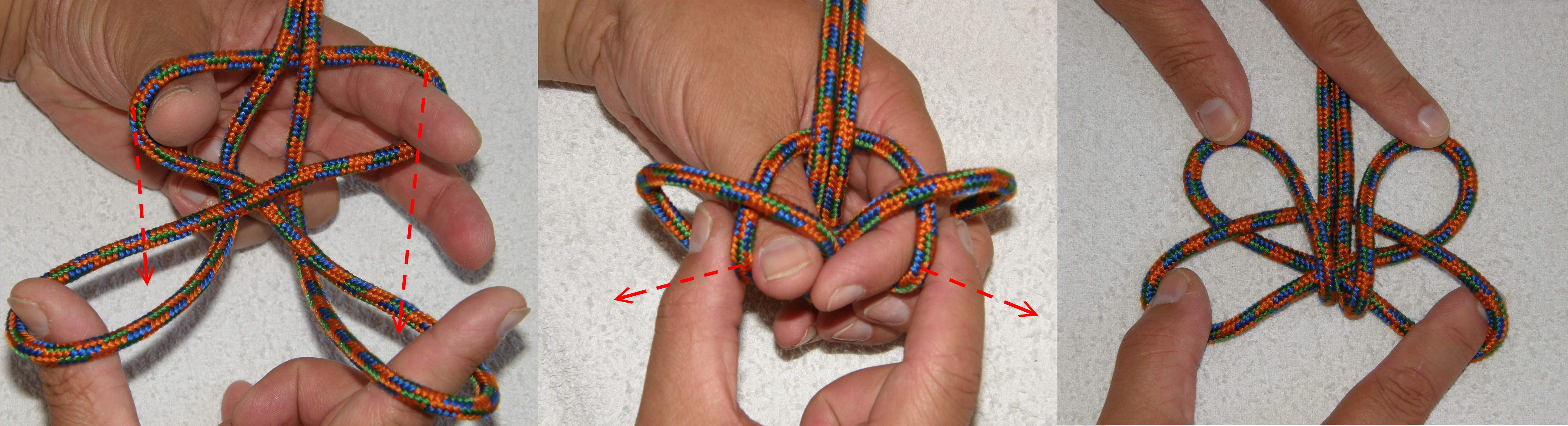
Umgreifen, mit dem linken Finger und Daumen das Auge vergrößern, die „oberen“ Buchten durch die „unteren“ Augen durchstecken und (nach unten) vergrößern bzw. langziehen. Die Enden dichtholen und fertig.

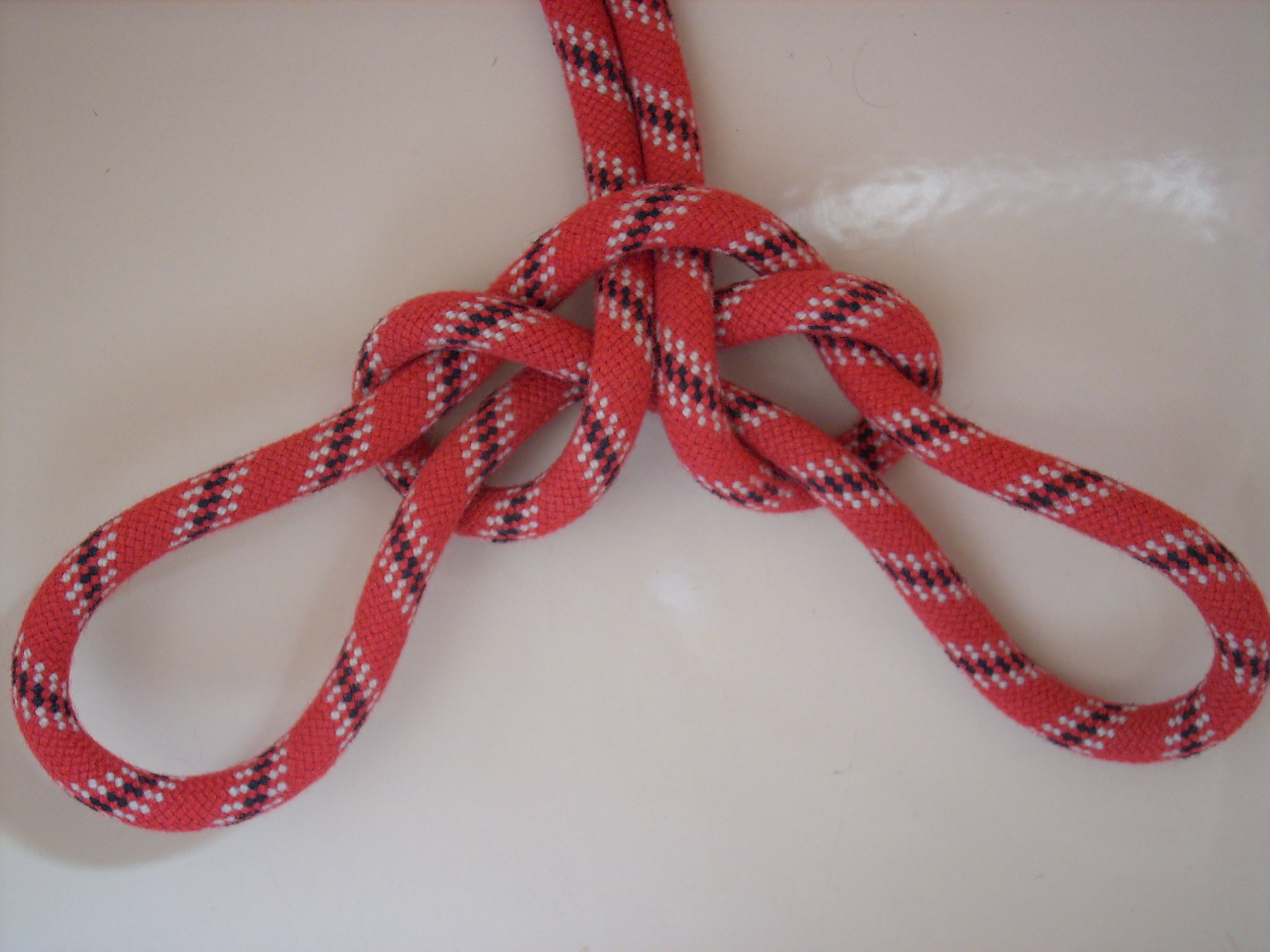
Von hinten
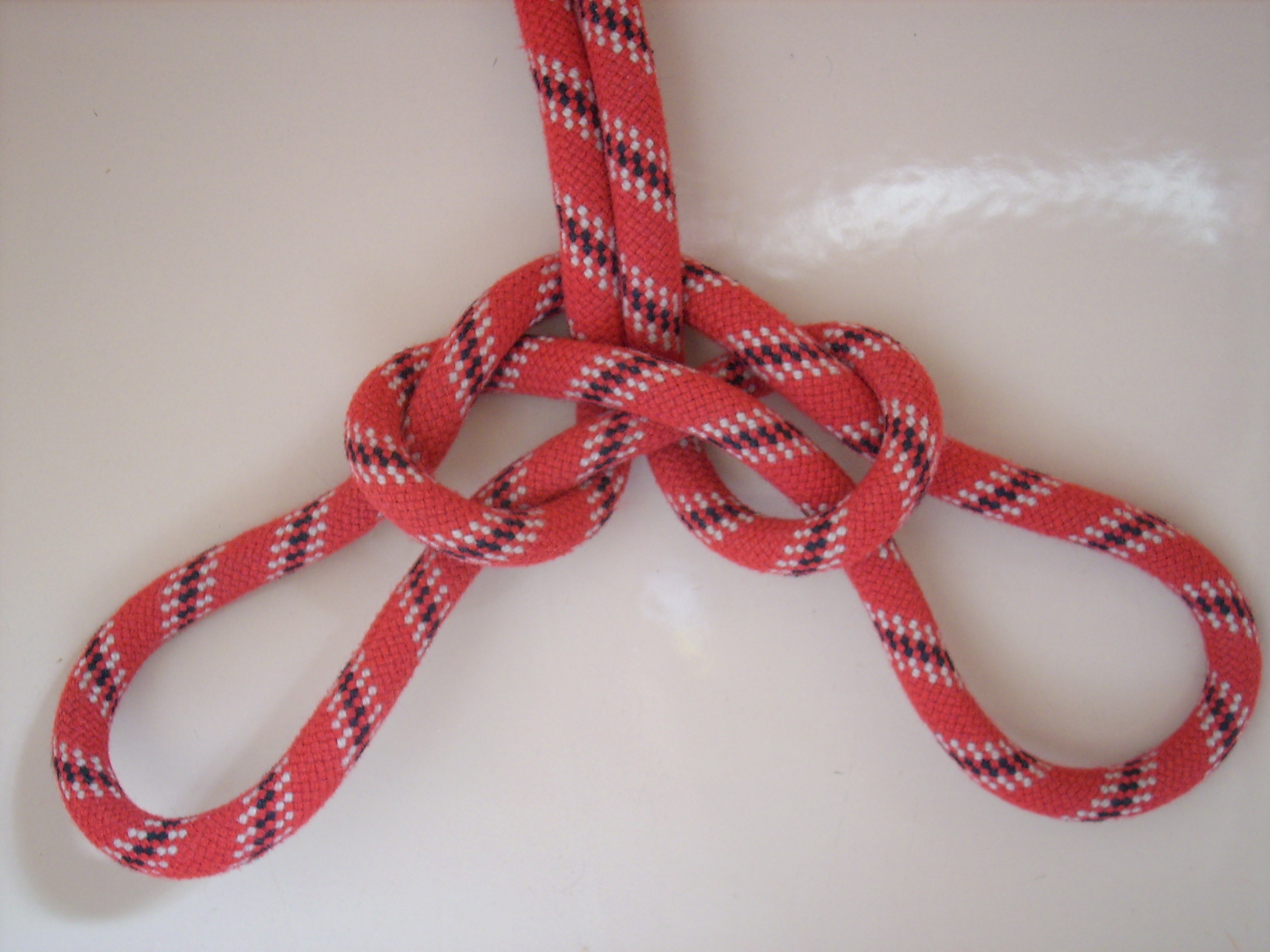
Von vorne

## Alternativen

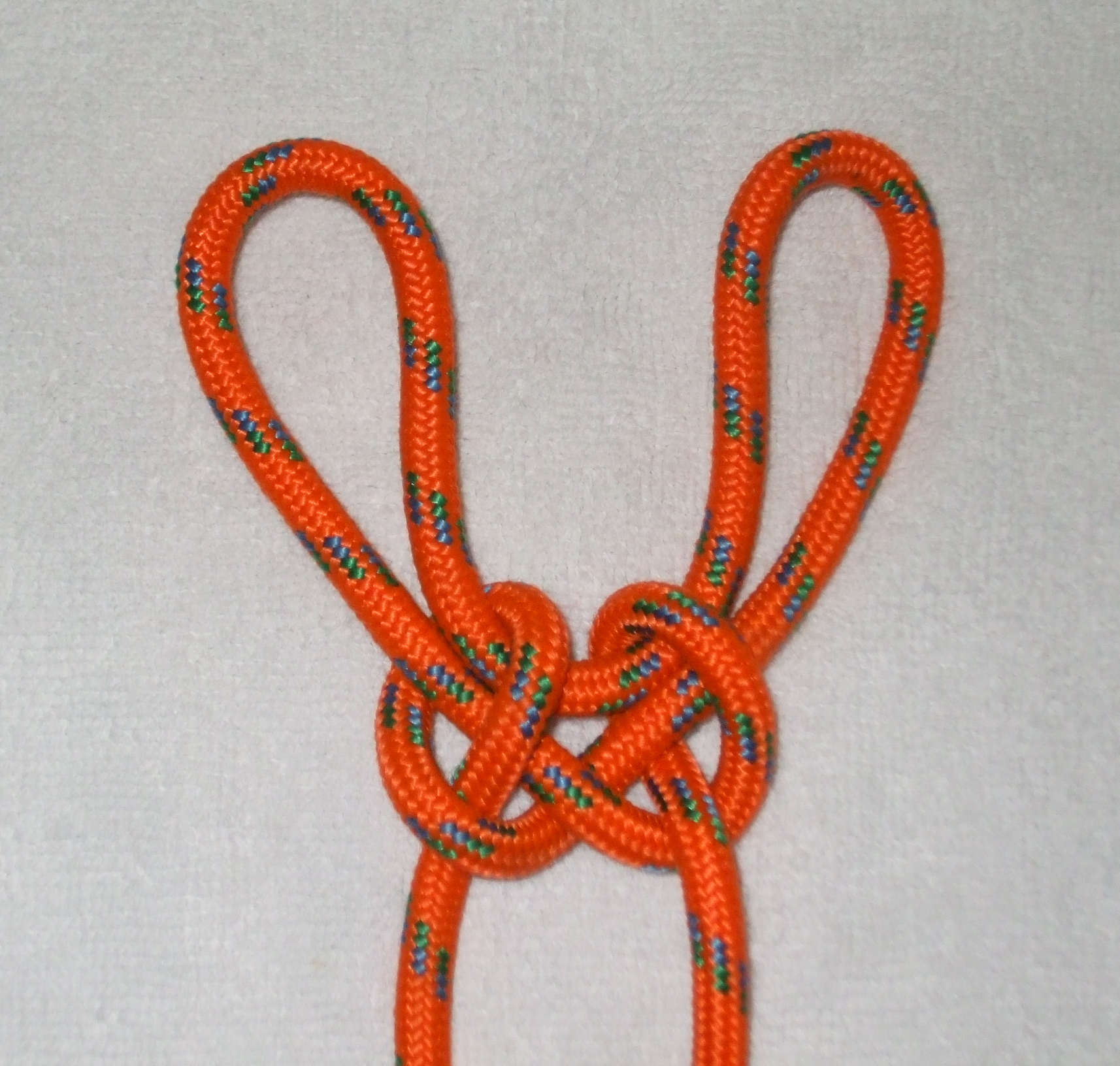
Trompetenknoten

- Ein Doppelter Palstek leistet im Wesentlichen dasselbe und ist einfacher zu knüpfen.
- Für Rettungszwecke kann auch eine Englische Trompete (auch Kriegsschiffstek genannt[1]) verwendet werden, bei der die Endschlaufen entsprechend erweitert wurden: Fireman’s chair knot.
- Nur unwesentlich schneller anzufertigen ist die Lange Trompete. Der Knoten kann sich aber sowohl unter zu viel als auch unter zu wenig Last lösen.
- Eine einfache Alternative sind zwei Schlaufenknoten hintereinander. Diese lassen sich nach Belastung aber ganz schwer öffnen.